# Aspern, Wien
För andra betydelser, se Aspern.
Aspern är en ort i östra Österrike, sedan 1905 inkorporerad med staden Wien (tidigare i Niederösterreich). Aspern ligger i Donaustadt i östra delen av staden, vid en av Donaus sidoarmar. Mellan Aspern och det öster därom belägna Essling besegrades Napoleon av österrikarna i slaget vid Aspern-Essling.